# Socialdemokraten (partiavis)
 For alternative betydninger, se Socialdemokraten. (Se også artikler, som begynder med Socialdemokraten)
Socialdemokraten er Socialdemokraternes partiavis. Den udkommer fire gange årligt, og bliver sendt til alle medlemmer af partiet. Personer der ikke er medlemmer har dog også mulighed for at abonnere på bladet.
Ansvarshavende for Socialdemokraten er Socialdemokratiets partisekretær Jan Juul Christensen.

## Henvisning
- se Socialdemokraten på socialdemokraterne.dk